# Хорошевичи
Хорошевичи (бел. Харашэвічы) — деревня в Слонимском районе Гродненской области Белоруссии. Административно входит в Деревновский сельский совет.

## Географическое положение
Хорошевичи находятся в 15 км северо-восточнее города Слонима, на границе с Барановичским районом. Ближайшая остановочная станция железной дороги — Полонка (10 км к юго-западу от деревни).
Деревня стоит на реке Исса, правом притоке реки Щара.

## Общие данные
Деревня состоит из пяти улиц: Луговая, Партизанская, Советская, Молодёжная и Новая. Дороги, проходящие через Хорошевичи, связывают их с н.п. Деревная, д. Загритьково, д. Нагуевичи.
В деревне находится памятник землякам-участникам Великой Отечественной войны.